# لويس جيواجاردو
لويس جيواجاردو (بالإسبانية: Luis Guajardo) هو لاعب كرة قدم ومدرب كرة قدم تشيلي في مركز الوسط، ولد في 30 يوليو 1973 في بونتا أريناس في تشيلي. لعب مع كولو-كولو.